# Finnische Badmintonmeisterschaft 1978
Die Finnische Badmintonmeisterschaft 1978 fand vom 11. bis zum 12. Februar 1978 in Helsinki statt.

## Finalresultate
| Disziplin    | Sieger                                | Finalist                          | Ergebnis          |
| ------------ | ------------------------------------- | --------------------------------- | ----------------- |
| Herreneinzel | Lars-Henrik Nybergh                   | Jouko Degerth                     | 15-5, 15-6        |
| Dameneinzel  | Raija Koivisto                        | Wiola Renholm                     | 10-11, 11-5, 11-9 |
| Herrendoppel | Lars-Henrik Nybergh Thomas Westerholm | Dick Monthén Carl-Johan Nybergh   | 15-0, 15-10       |
| Damendoppel  | Wiola Renholm Peggy Falcken           | Ann-Louise Wiklund Raija Koivisto | 15-8, 15-7        |
| Mixed        | Jouko Degerth Wiola Renholm           | Dick Monthén Bodil Valtonen       | 15-11, 15-5       |